# Eduard Uvíra
Eduard Uvíra (* 12. Juli 1961 in Opava, Tschechoslowakei) ist ein ehemaliger tschechisch-deutscher Eishockeyspieler und jetziger -trainer. Sein Sohn Sebastian Uvira ist ebenfalls ein professioneller Eishockeyspieler.   

## Karriere
Eduard Uvíra begann seine Karriere als Eishockeyspieler bei CHZ Litvínov, für dessen Seniorenmannschaft er in der Saison 1980/81 sein Debüt in der 1. Liga, der höchsten tschechoslowakischen Spielklasse, gab. Anschließend musste er seinen Militärdienst ableisten und spielte von 1981 bis 1983 für den Armeesportverein ASD Dukla Jihlava, mit dem er in den Spielzeiten 1981/82 und 1982/83 jeweils Tschechoslowakischer Meister wurde. Anschließend kehrte der Verteidiger nach Litvínov zurück, für das er weitere zwei Jahre in der 1. Liga spielte. Zur Saison 1985/86 wechselte er innerhalb der höchsten tschechoslowakischen Spielklasse zu Slovan ChZJD Bratislava, mit dem er in der Saison 1988/89 in die 1. SNHL, die slowakische Gruppe der zweithöchsten Spielklasse der Tschechoslowakei, abstieg. Mit Bratislava gelang ihm jedoch bereits in der folgenden Spielzeit der direkte Wiederaufstieg in die 1. Liga. 
Von 1990 bis 1993 spielte Uvíra für den EHC Freiburg in der Eishockey-Bundesliga. Nachdem dem Verein aufgrund seiner finanziellen Situation die Lizenz entzogen wurde, wechselte der zweifache Olympiateilnehmer innerhalb der Eishockey-Bundesliga zum EV Landshut, für den er ab der Saison 1994/95 in der neu gegründeten Deutschen Eishockey Liga spielte. Zur Saison 1998/99 kehrte er zum EHC Freiburg zurück, der in der Zwischenzeit in der zweitklassigen Eishockey-Bundesliga Süd antrat. Von 1999 bis 2001 spielte er für seinen mittlerweile in der drittklassigen Eishockey-Oberliga spielenden Ex-Klub EV Landshut. Zur Saison 2001/02 kehrte er in die DEL zurück, in der er einen Vertrag bei den München Barons erhielt. Für die Barons bereitete er in 22 Spielen ein Tor vor, während er zudem in acht Spielen für den EV Dingolfing aus der viertklassigen Bayernliga auflief. Zuletzt stand er in der Saison 2002/03 in zwei Partien für den EHC Freiburg in der 2. Bundesliga auf dem Eis, ehe er seine aktive Karriere im Alter von 41 Jahren beendete. 
In der Saison 2011/12 war Uvíra als Cheftrainer der U18-Junioren des EV Landshut aus der Deutschen Nachwuchsliga tätig. Zur Saison 2012/13 wechselte er zum Deggendorfer SC, eigentlich als Nachwuchstrainer. Jedoch übernahm er am 16. Oktober 2012 die Erste Mannschaft des Vereins. Zu Beginn der Saison 2013 wechselte er zum ERC Ingolstadt als Nachwuchstrainer der U-16, die in der Schülerbundesliga auflaufen.

### International
Für die Tschechoslowakei nahm Uvíra im Juniorenbereich an den U20-Junioren-Weltmeisterschaften 1980 und 1981 teil. Im Seniorenbereich stand er im Aufgebot seines Landes bei den Weltmeisterschaften 1982, 1983 und 1985 sowie bei den Olympischen Winterspielen 1984 in Sarajevo und 1988 in Calgary. Darüber hinaus spielte er für die Tschechoslowakei 1984 beim Canada Cup. Bei den Weltmeisterschaften 1982 und 1983 sowie bei den Olympischen Winterspielen 1984 gewann er mit der Tschechoslowakei die Silber-, bei der Weltmeisterschaft 1985 die Goldmedaille.

## Erfolge und Auszeichnungen
- 1982 Tschechoslowakischer Meister mit ASD Dukla Jihlava
- 1983 Tschechoslowakischer Meister mit ASD Dukla Jihlava
- 1990 Meister der 1. SNHL und Aufstieg in die 1. Liga mit Slovan ChZJD Bratislava

### International
- 1979 Goldmedaille bei der U18-Junioren-Europameisterschaft
- 1982 Silbermedaille bei der Weltmeisterschaft
- 1983 Silbermedaille bei der Weltmeisterschaft
- 1984 Silbermedaille bei den Olympischen Winterspielen
- 1985 Goldmedaille bei der Weltmeisterschaft